# Embaixada da Sérvia em Brasília
A Embaixada da Sérvia em Brasília é a principal representação diplomática sérvia no Brasil. Está localizada na Avenida das Nações, na quadra SES 803, Lote 15, no Setor de Embaixadas Sul, na Asa Sul. O atual embaixador é Veljko Lazić.
A embaixada sérvia foi aberta como Embaixada da Iugoslávia em 1965, sendo a primeira embaixada definitiva da cidade. Mais tarde, com as mudanças políticas do país, se tornou a Embaixada de Sérvia e Montenegro entre 2003 e 2006, se tornando apenas Embaixada da Sérvia depois disso.

## História
Assim como outros países, a antiga Iugoslávia recebeu de graça um terreno no Setor de Embaixadas Sul na época da construção de Brasília, medida que visava a instalação mais rápida das representações estrangeiras na nova capital. Diferente da maioria, no entanto, a transferência aconteceu nos primeiros anos da cidade, tendo sido a embaixada mais rápida a construir seu prédio definitivo.
O projeto da embaixada é de Slavko Brezovski, com o prédio tendo formas ortogonais típicas do modernismo, alinhado ao estilo arquitetônico da nova cidade.

## Serviços
A embaixada realiza os serviços protocolares das representações estrangeiras, como o auxílio a sérvios que morem no Brasil e aos visitantes vindos da Sérvia e também para os brasileiros que desejam visitar ou se mudar para o país balcânico - apesar da pouca comunidade brasileira na Sérvia em relação a outros países europeus. A embaixada em Brasília é a única que presta os serviços de consulado do país, sendo que além dela, o Brasil só tem cinco consulados honorários sérvios no Rio de Janeiro, em São Paulo, em Porto Alegre, em Curitiba e em Juiz de Fora.
Outras ações que passam pela embaixada são as relações diplomáticas com o governo brasileiro nas áreas política, econômica, cultural e científica. Os países possuem cooperações nas área de infraestrutura e energia, e a embaixada tem feito eventos de divulgação cultural de seu país.